# Антикварианизм в Китае
Антиквариани́зм в Кита́е — совокупность практик собирания, коллекционирования и изучения древностей, которая оформилась в эпоху Сун в виде дисциплины цзиньшисюэ (кит. упр. 金石学, пиньинь jīnshíxué) — «[собирания] надписей на бронзах и камнях». Данная дисциплина активно развивалась и в эпоху Цин, постепенно превратившись в современную китайскую археологию и музейное дело. С конца XX века исследователи сопоставляют антикварианизм как метод исследования реальности в Китае и в Европе.

## Терминология
Теоретик китайской археологии Чжан Гуанчжи в своём исследовании 1981 года впервые отождествил европейский антикварианизм с традиционной дисциплиной цзиньшисюэ (кит. упр. 金石学, пиньинь jīnshíxué), хотя и признавал, что изучение древности по вещным остаткам существовало намного ранее. Только в начале XXI века, когда наметилось углубление археологических исследований и значимость антикварианизма была осознана в Китае, в исследованиях Сюй Бо и Ли Лина была сделана попытка создать более ёмкий китайский термин. В итоге, было предложено два термина: хаогучжуи (好古主义, от сочетаний иероглифов «любить древность» + суффикс «-изм») и босюэ хаогу яньцзю (博学好古研究, дословно: «исследование знания о любви к прошлому»)